# Johann Georg Jacobi
Johann Georg Jacobi (født 2. september 1740 i Düsseldorf, død 4. januar 1814 i Freiburg) var en tysk digter, bror til Friedrich Heinrich Jacobi.
Efter at have studeret teologi og filosofi i Göttingen og beskæftiget sig meget med engelske, italienske og spanske forfattere blev han i en alder af 26 år professor i Halle, og efter at han her havde sluttet venskab med Gleim, fik han ved dennes hjælp en stiftspræbende i Halberstadt (1768). Her levede han nu sorgfrit i 6 år, i det følelsesfulde forhold til Gleim, som har givet sig udslag i deres brevveksling (udgivet 1768), men rejste 1774 tilbage til sin fødeby, hvor han under Gleims auspicier udgav dametidsskriftet Iris (8 bind, 1774—76) med bidrag af Tysklands bedste navne. 1778 blev han kaldet til Freiburg (i Breisgau) som professor i "de skønne videnskaber" og levede her til sin død. Han er mest kendt som lyriker, om end hans digte fra de yngre år, især fra den Gleimske periode, hører til den "anakreontiske" skole og ifølge Salmonsens er "stærkt smittede af fransk affektation og forskruet 'sirlighed'". Sämtliche Werke udgavs i 7 bind, 1807—13 (ny posthum udgave i 4 bind, 1825).